# Міхаель де Леу
Міхаель де Леу (нід. Michael de Leeuw, нар. 7 жовтня 1986, Гоірле) — нідерландський футболіст, нападник клубу Віллем II.

## Клубна кар'єра
Уродженець Гоірле Міхаель розпочав займатись футболом в аматорських клубах DWC та RKTVV Tilburg, а згодом приєднався до Віллем II. 
У дорослому футболі дебютував виступами за команду «Вендам» у другому дивізіоні Нідерландів. За підсумками першого сезону його визнали найкращим новачком ліги. На нападника полювали кілька клубів Ередивізі, але в підсумку він вирішив залишитися у Вендамі.
Сезон 2011–12 Міхаель провів захищаючи кольори клубу Де Графсхап.
22 травня 2012 року «Гронінген» оголосив про підписання контракту з де Леу. Він допоміг клубу здобути Кубок Нідерландів у сезоні 2014–15 перегравши у фіналі Зволле. Цей трофей став першою великою перемогою «Гронінгена» та дебютував у Лізі Європи.
17 травня 2016 року «Чикаго Файр» та Міхаель оголосили про укладання контракту на три роки до 2018 року з можливістю продовження до 2019 року. У першому сезоні де Леу забив сім голів і три результативні передачі в 17 іграх. У другому сезоні він в основному асистував іншому нападнику «Чикаго» Неманя Николичу. В кінці 2018 року нідерландець покинув чикагців.
31 грудня 2018 року де Леу підписав півторарічну угоду з клубом «Еммен» з опцією продовжити ще на один рік.
26 березня 2021 року Міхаель повернувся до «Гронінгена», уклавши контракт до кінця сезону 2021–22. 26 жовтня нападник забив свій перший гол у переможній грі 2–0 над АЗ.
10 серпня 2022 року підписав дворічну угоду з клубом Віллем II.

## Титули і досягнення
Гронінген
- Кубок Нідерландів: 2014–15